# کورتانا (شکم‌پایان)
کورتانا (نام علمی: Cortana) نام یک سرده از زیرراسته شکم‌پایان سیگمورثرا است.